# NGC 7602
NGC 7602 (również PGC 71019) – galaktyka soczewkowata (S0-a), znajdująca się w gwiazdozbiorze Pegaza. Odkrył ją Albert Marth 3 listopada 1864.